# Philippe-Louis Parizeau
Pour les articles homonymes, voir Parizeau.
Philippe-Louis Parizeau, né à Paris en 1740 et mort en 1801, est un artiste peintre, dessinateur et graveur français.

## Biographie
Parizeau se forme vers 1766 d'abord à la gravure dans l'atelier de Jean-Georges Wille. Ce n'est qu'ensuite qu'il s'essaye à la peinture et au dessin. Il va produire beaucoup d'eaux fortes et de lavis. En 1773, il rédige un catalogue d'estampes pour le compte du peintre Ferdinand Kobell. En novembre 1787, Wille lui fournit encore du travail, une quarantaine de dessins à traduire. 

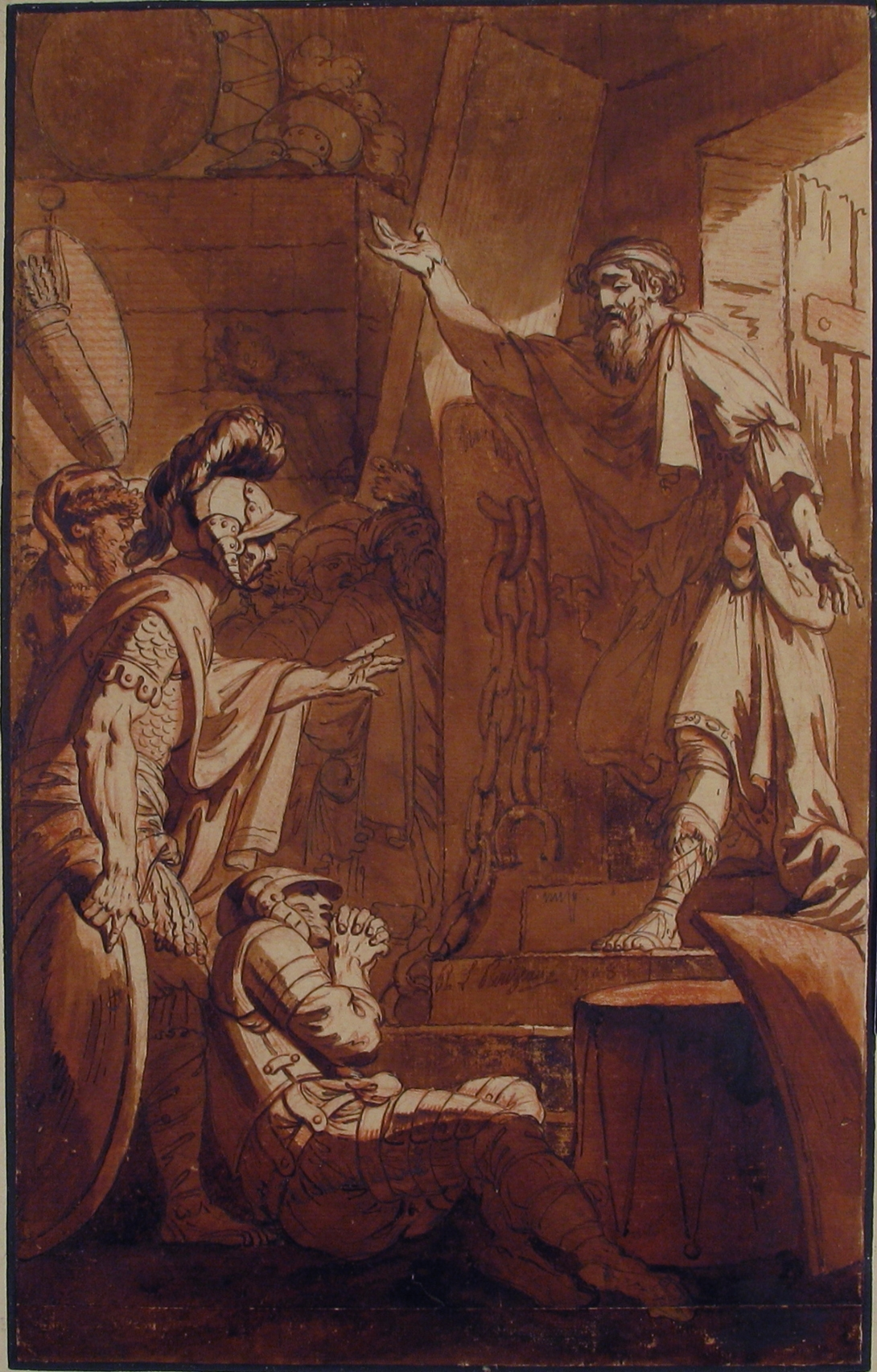
Messager à la porte du poste de garde, 1786, encre et lavis de brun, MET.

Parizeau a produit de nombreuses gravures d'après Louis-Félix Delarue et notamment une suite de bacchanales, des jeux d'enfants et des arabesques. Ami de Jean-Baptiste Leprince, il s'essaye comme lui à la gravure en manière de lavis.
Il est le père de l'artiste Edme-Gratien Parizeau, élève de David.